# Rio Aguapeú
Rio Aguapeú är ett vattendrag i Brasilien.   Det ligger i delstaten São Paulo, i den sydöstra delen av landet, 900 km söder om huvudstaden Brasília.
I omgivningarna runt Rio Aguapeú växer i huvudsak städsegrön lövskog. Runt Rio Aguapeú är det ganska tätbefolkat, med 179 invånare per kvadratkilometer.